# Tapón mucoso
El tapón mucoso o tapón de mucosidad es una estructura gelatinosa que cierra el cuello del útero evitando la comunicación entre la vagina y el útero. 

## El tapón mucoso en humanos
En humanos, se forma entre la cuarta y sexta semana de embarazo por la secreción de las células del cérvix uterino y su desprendimiento indica la proximidad del trabajo de parto. Su función es proteger el interior del útero y evitar el ingreso de bacterias al mismo.
Este tapón cervical mucoso está secretado por el epitelio monoestratificado mucosecretor simple del canal cervical, está compuesto por un gel hidratado, con alrededor de un 90 % de agua y el resto de glucoproteínas del tipo de mucopolisacáridos, que le confiere la consistencia mucosa característica. La producción de moco cervical está gobernada por las hormonas estrogénicas  en la fase ovárica proliferativa y durante la ovulación (oocitación), aumentando su cantidad y sus propiedades físico-químicas: más filante, fluido, acuoso, alcalino, cuestión que favorece el paso y la capacitación de los espermatozoides a través del canal cervical hasta el útero y trompas. Durante la fase secretora está regido por la progesterona, que le confiere menor volumen, es más denso y osmolar, dificultando así no solo la penetración de espermazoides, sino también de bacterias. En sus componentes se pueden aislar  inmunoglobulinas del tipo G y A, enzimas, cloruros, fosfatos, y elementos químicos como el cobre, magnesio, calcio, sodio, además de otras proteínas. No solamente es una barrera físico-química, sino también inmunitaria, por lo que es muy importante su integridad durante el embarazo. La expulsión precoz del tapón mucoso antes de llegar al término de la gestación es un síntoma sutil de parto inmaduro y pretérmino. En el embarazo a término la expulsión marca la inminencia del parto, que puede extenderse no solamente en horas sino en días, pero la mayoría de las veces es un signo de pródromos de parto.